# Eindhoven Team Time Trial 2007
L'Eindhoven Team Time Trial 2007, terza edizione della corsa, valevole come quindicesimo evento del circuito UCI ProTour 2007, si disputò il 24 giugno 2007 su un percorso di 48,6 km. Fu vinto dal Team CSC in 53'36" alla media di 54,39 km/h.

## Classifica (Top 10)
| Pos. | Squadra                | Tempo   |
| ---- | ---------------------- | ------- |
| 1    | Team CSC               | 53'36"  |
| 2    | Tinkoff Credit Systems | a 1"    |
| 3    | Team Milram            | a 13"   |
| 4    | Discovery Channel      | a 25"   |
| 5    | Liquigas               | a 31"   |
| 6    | Quick Step-Innergetic  | a 52"   |
| 7    | Caisse d'Epargne       | a 57"   |
| 8    | Crédit Agricole        | a 1'00" |
| 9    | Predictor-Lotto        | a 1'16" |
| 10   | AG2R Prévoyance        | a 1'46" |